# Сапикан
Сапикан (исп. Zapicán) — населённый пункт в департаменте Лавальеха, на юго-востоке Уругвая.

## История
Деревня была образована в сентябре 1891 года под названием Пабло-Фернандес. 9 июня 1913 года получил статус села (Pueblo).

## География
Расположен в 24 км к востоку от города Хосе-Батлье-и-Ордоньес и в 123 км к северу от административного центра департамента, города Минас. Сапикан находится на высоте 231 м над уровнем моря.

## Население
По данным на 2011 год население составляет 553 человека.
| Год  | Население |
| ---- | --------- |
| 1908 | 2751      |
| 1963 | 839       |
| 1975 | 759       |
| 1985 | 670       |
| 1996 | 602       |
| 2004 | 640       |
| 2011 | 553       |

Источник: Instituto Nacional de Estadística de Uruguay.